# Pasquale Frustaci
Pasquale Frustaci (geboren 18. Oktober 1901 in Neapel; gestorben 29. Juli 1971 in San Sebastiano al Vesuvio) war ein italienischer Komponist von Liedern, Revue- und Filmmusik.

## Leben
Pasquale Frustaci begann als Jugendlicher zu komponieren. Während seines Militärdienstes im Ersten Weltkrieg spielte er die Klarinette in einer Marinekapelle. Er besuchte das Konservatorium in Parma unter anderem beim Komponisten Ildebrando Pizzetti und machte 1921 das Examen. Ab 1923 war er Dirigent in Neapel und komponierte u. a. das Lied Varca napulitana für den Sänger Ciro Formisano in neapolitanischem Dialekt.
1930 leitete er den Musikverlag Azurra di Napoli und ging 1931 nach Mailand, wo der neapolitanische Komponist Cesare Andrea Bixio einen Musikverlag eröffnet hatte. Dort arbeitete er auch als Dirigent. Er schrieb eine Vielzahl von Schlagermusiken, Musiken für Revuen und für den Film. Frustaci komponierte 1939 das Lied Tu Solamente Tu, das zuerst von Vittorio de Sica aufgenommen wurde.
Frustaci war mit Maria Consiglio verheiratet, sie hatten einen Sohn. Er hatte außerdem einen Sohn, Cesare Andrea, geboren 1936, mit der ungarischen Tänzerin Margit Wolf. Frustaci lebte seit 1954 mit Mariuccia Giuliano zusammen, Exfrau des Schauspielers Erminio Macario (1902–1980), mit dem Frustaci lange Jahre unter anderem für die Radiotelevisione Italiana (Rai) arbeitete.

## Kompositionen (Auswahl)
Camminando sotto la pioggiua, Sentimental (gesungen von Wanda Osiris), Tu solamente tu, Quelli dello sci Sci, Maria Luisa.

## Filmmusik (Auswahl)
- 1938: Eravamo sette sorelle, Regie Nunzio Malasomma
- 1941: Il vagabondo, Regie Carlo Borghesio, Oreste Biancoli
- 1948: Accidenti alla guerra, Regie Giorgio Simonelli
- 1949: Yvonne la nuit, Regie Giuseppe Amato
- 1950: Die große Schau (Botta e risposta), Regie Mario Soldati
- 1954: Baracca e burattini, Regie Sergio Corbucci
- 1956: A sud niente di nuovo, Regie Giorgio Simonelli